# Balloonfest '86
Balloonfest '86 è stato un evento svoltosi sabato 27 settembre 1986 a Cleveland (Ohio), organizzato da un ente non a scopo di lucro noto come United Way of America; l'evento ha stabilito il primato mondiale di palloncini rilasciati nell'atmosfera, quasi un milione e mezzo di unità.
Nonostante volesse essere una manifestazione atta a raccogliere fondi per beneficenza, si rivelò un autentico disastro: i palloncini, invece di volare in cielo, furono sospinti a bassa quota sulla città e il territorio circostante, causando problemi al traffico e al vicino aeroporto; ci furono anche interferenze alle attività della guardia costiera nella ricerca di due pescatori dispersi che furono poi ritrovati affogati. United Way of America fu chiamata sul banco degli imputati in molte cause civili che si tramutarono in milioni di dollari di risarcimenti danni, tramutando l'evento in un colossale flop economico.

## Preparativi

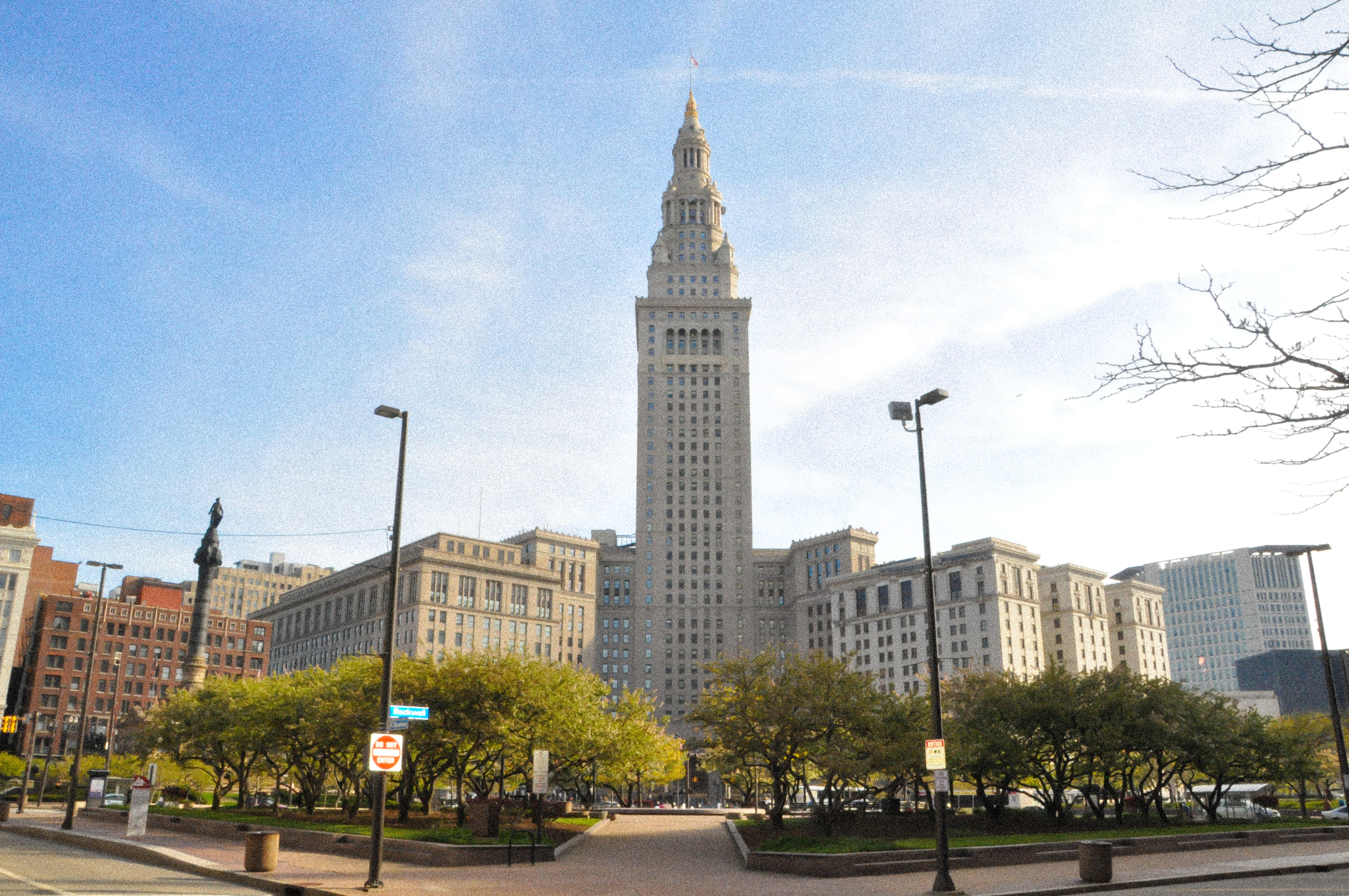
Il grattacielo Terminal Tower che sovrasta Public Square, luogo dell'evento.

I preparativi della manifestazione furono coordinati dalla Balloonart by Treb, un'azienda con sede a Los Angeles di proprietà di Treb Heining, che impiegò sei mesi ad approntare il tutto. Al fine di contenere i palloncini fu costruita una struttura rettangolare lunga 76 m e larga 46, formata da una rete metallica ancorata a quattro blocchi di cemento e situata nella parte sud-occidentale di Public Square, a Cleveland. Al di sotto della rete, più di 2.500 studenti, coadiuvati da altri volontari, spesero ore e ore gonfiando palloncini con elio, palloncini che venivano poi lasciati volare fino all'interno della rete. Il progetto originario della United Way prevedeva di rilasciare due milioni di palloncini, ma in effetti l'ammontare totale fu di circa 1,4 milioni. Come testimonial per la raccolta fondi la United Way arruolò principalmente bambini, i quali vendevano sponsorizzazioni chiedendo un'offerta di un dollaro per due palloncini.

## Lancio
Sabato 27 settembre 1986, con un fronte temporalesco in avvicinamento, gli organizzatori decisero di anticipare il rilascio dei palloncini alle 13:50 EDT. Così i circa 1,5 milioni di palloncini volarono su Public Square, circondando la Terminal Tower e facendo sì che la manifestazione battesse il precedente record mondiale, segnato solo l'anno prima, durante la festa per il trentesimo anniversario di Disneyland.

## Conseguenze
Come è noto, tipicamente un palloncino riempito con elio e lasciato andare in ambiente aperto vola per diverso tempo prima di sgonfiarsi del tutto e ricadere sulla Terra. Nel caso del Balloonfest '86, invece, i palloncini si scontrarono con un fronte di aria fredda e pioggia che li spinse verso il basso, ancora gonfi, portandoli a invadere strade e corsi d'acqua in tutto l'Ohio nord-orientale. Nei giorni successivi all'evento, moltissimi palloncini finirono anche sulla riva canadese del lago Erie.
Due pescatori, Raymond Broderick e Bernard Sulzer, che erano usciti per una battuta di pesca nel lago Erie il 26 settembre, furono dichiarati dispersi dalle proprie famiglie il giorno dell'evento. I soccorritori avvistarono la loro barca da 4,9 m ancorata a ovest del frangiflutti di Edgewater Park ma l'elicottero di soccorso della guardia costiera ebbe molte difficoltà nel raggiungere l'area proprio a causa della valanga di palloncini in cui si ritrovò immerso. Un'altra squadra provò a raggiungere la zona con una barca per individuare i due pescatori, ma, stando a quanto riferito dagli agenti della guardia costiera, i palloncini sul pelo dell'acqua resero impossibile vedere se qualcuno fosse nel lago. Il 29 settembre le ricerche dei due pescatori furono quindi sospese. Solo dopo alcuni giorni i loro corpi furono infine riportati a riva e la moglie di uno dei due citò in giudizio la United Way di Cleveland e la compagnia organizzatrice del Balloonfest '86 per la somma di 3,2 milioni di dollari. La causa fu poi conclusa privatamente con un accordo di cui non sono stati rivelati i termini.
Un'altra causa fu quella intentata alla United Way di Cleveland da Louise Nowakowsk. Uno dei cavalli della Nowakowsk imbizzarritosi a causa dei palloncini arrivati nella Contea di Medina, in Ohio, iniziò a fuggire riportando danni permanenti che gli impedirono di continuare a gareggiare. Anche in questo caso la causa, in cui la Nowakowsk aveva chiesto un risarcimento di 100.000 dollari, fu chiusa con un accordo tra le parti di cui non furono mai rivelati i termini.
L'aeroporto Burke Lakefront di Cleveland, dovette tenere chiusa una pista per più di un'ora e mezzo dopo l'arrivo dei palloncini, e furono riportati anche diversi incidenti automobilistici dovuti al fatto che i conducenti delle autovetture sterzavano per evitare il flusso di palloncini o distoglievano lo sguardo dalla strada per osservare lo spettacolo.